# Songliao Auto Works
Songliao Auto Works war ein Hersteller von Automobilen aus der Volksrepublik China.

## Unternehmensgeschichte
Das Unternehmen aus Shenyang ging aus der 1947 gegründeten People's Liberation Army Factory 7446 hervor. 1981 begann die Produktion von Kleinbussen und Pick-ups sowie 1990 die von Personenkraftwagen. Der Markenname lautete Songliao. 2002 übernahm Polarsun Motor Holdings das Unternehmen, verwendete den Markennamen aber noch bis 2004.

## Fahrzeuge
Eines der ersten Modelle SQL 6450 ähnelte dem Nissan Patrol.
2003 wurde der Century in den Ausführungen Kleinbus, Pick-up und Kombi präsentiert.

## Produktionszahlen
| Jahr | Produktionszahl | Quelle      |
| ---- | --------------- | ----------- |
| 2000 | 150             | [ 3 ] [ 4 ] |
| 2001 | 0               | [ 3 ] [ 4 ] |
| 2002 | 30              | [ 3 ] [ 4 ] |
| 2003 | 216             | [ 3 ] [ 4 ] |
| 2004 | 1473            | [ 4 ]       |